# Megalestes maai
Megalestes maai är en trollsländeart som beskrevs av Chen 1947. Megalestes maai ingår i släktet Megalestes och familjen Synlestidae. Inga underarter finns listade i Catalogue of Life.